# Município de Sycamore (condado de Wyandot, Ohio)
O município de Sycamore (em inglês: Sycamore Township) é um município localizado no condado de Wyandot no estado estadounidense de Ohio. No ano de 2010 tinha uma população de 1.600 habitantes e uma densidade populacional de 25,52 pessoas por km².

## Geografia
O município de Sycamore encontra-se localizado nas coordenadas 40° 56′ 41″ N, 83° 09′ 12″ O. Segundo a Departamento do Censo dos Estados Unidos, o município tem uma superfície total de 62.7 km², da qual 62,69 km² correspondem a terra firme e (0,01 %) 0,01 km² é água.

## Demografia
Segundo o censo de 2010, tinha 1.600 habitantes residindo no município de Sycamore. A densidade populacional era de 25,52 hab./km². Dos 1.600 habitantes, o município de Sycamore estava composto pelo 98,81 % brancos, o 0,06 % eram afroamericanos, o 0,44 % eram amerindios, o 0,13 % eram asiáticos, o 0,19 % eram de outras raças e o 0,38 % eram de uma mistura de raças. Do total da população o 1,19 % eram hispanos ou latinos de qualquer raça.